# Katedrála svatého Petra a Pavla (Nantes)
Katedrála svatého Petra a svatého Pavla (fr. Cathédrale Saint-Pierre-et-Saint-Paul) je katolická gotická katedrála ve francouzském městě Nantes. Je sídlem nanteských biskupů. Od roku 1862 je chráněná jako historická památka.

## Historie
Na místě současné katedrály existovaly v minulosti starší kultovní stavby. Jako první se zde nacházel chrám zasvěcený bohu Janusovi a po něm následovaly tři křesťanské svatostánky. Ve 4. století zde vznikla bazilika, kterou v 6. století nahradila katedrála. V 11. století byla postavena nová románská katedrála, kterou nahradila současná, jež částečně absorbovala některé její prvky.
Podle legendy se stal ve 3. století prvním biskupem svatý Clair z Nantes, který přišel z Říma a donesl s sebou hřeb pocházejí z kříže, na kterém byl umučen svatý Petr. Nechal pro relikvii vystavět kapli zasvěcenou sv. Petrovi a Pavlovi. Historicky byla kaple lokalizována západně od města na svazích kopce Saint-Similien.
Ve 4. století byl na místě současné katedrály zřízen první křesťanský kostel. Tato stavba se nacházela v blízkosti gallo-římských hradeb, což určovalo její další rozvoj. Apsida kostela se nacházela velmi blízko hradeb, což se ukázalo při rozšíření budoucí katedrály jako problém. Pod touto bazilikou se nacházely tři malé krypty. Kostel se zde nacházel do 6. století, kdy bylo potřeba kvůli nárůstu věřících kostel rozšířit.

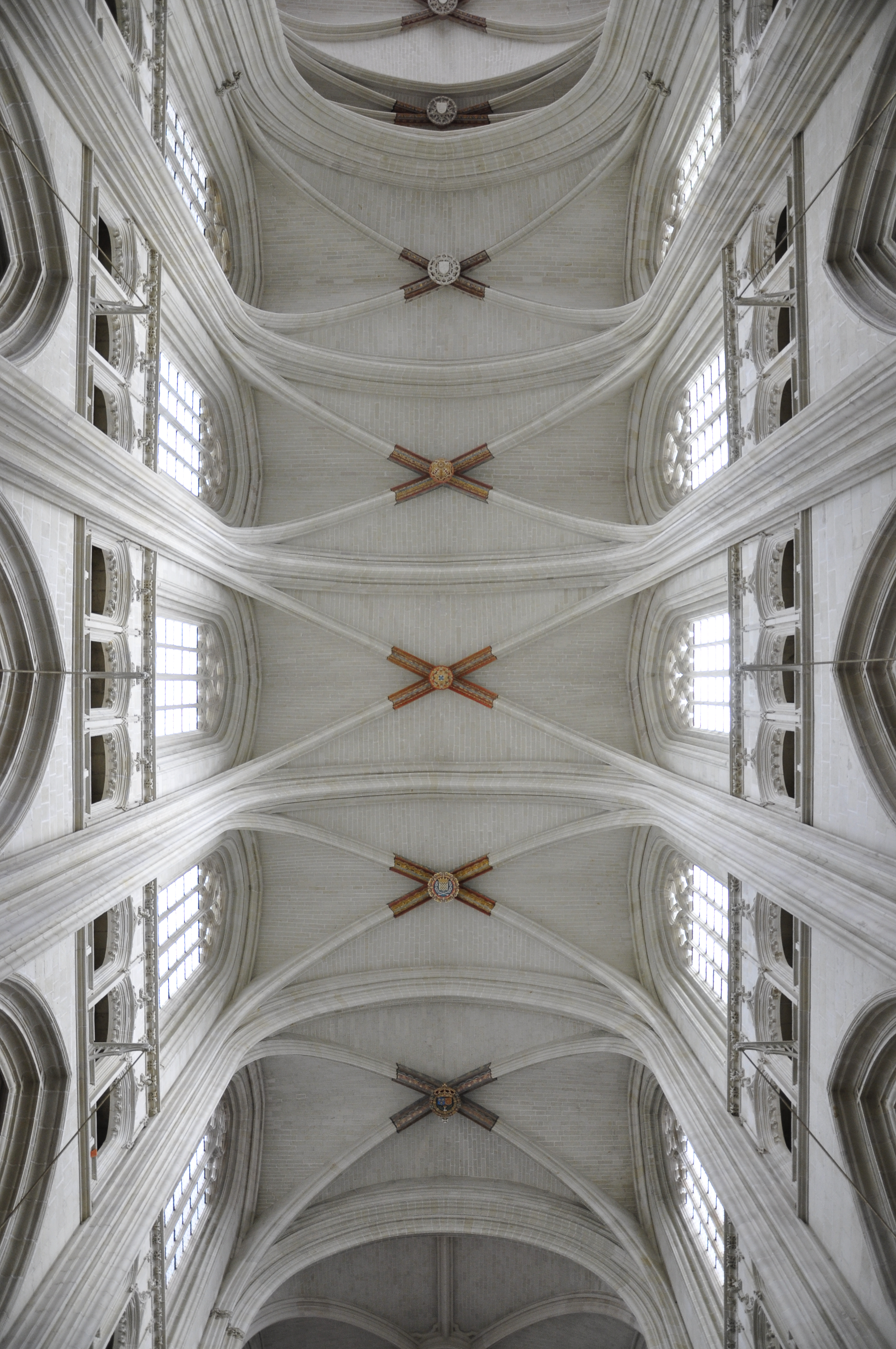
Klenba hlavní lodi

V prostoru dnešní katedrály existoval rovněž farní kostel sv. Jana Křtitele (Saint-Jean-du-Baptistère) postavený ve 4. nebo 5. století severně od baziliky, jehož pozůstatky byly objeveny při archeologických vykopávkách v letech 1910–1913. Kostel zahrnoval baptisterium, respektive byly objeveny dvě nádrže ke křtění v hlavní lodi. První, pocházející ze 4. století byla osmiboká s průměrem 1,56 m a hloubkou asi jeden metr. Druhou, ze 6. století tvořil okrouhlý zděný blok o průměru 3,65 m a hloubce 0,70 m. Apsida kostela byla zničena na konci 9. století, zatímco loď zmizela před koncem 15. století mezi lety 1469–1486, aby uvolnila prostor pro severní boční loď katedrály.
K výstavbě první katedrály dal v 6. století podnět biskup Evhemerius (527–549). Vysvětil ji jeho nástupce Felix I. (550–582) v roce 567, 568 nebo 580. Stavba měla tři lodě s odpovídajícími třemi portály v průčelí, měla čtvercovou střechu zakončenou lucernou.
Dne 24. června 843 byl během invaze Normanů zabit biskup Gohard i se svými farníky. Biskup Fulquerius nebo Foucher provedl obnovu v letech 897–906, ale v roce 919 byl kostel během dalšího nájezdu znovu vyrabován a vypálen. Až na konci 11. století byl kostel přestavěn z iniciativy vévody Guérecha Bretaňského. Z této doby pochází jádro středověké krypty. Ambiciózní projekt přestavby, pravděpodobně za biskupa Benedikta z Cornouaille v letech 1079–1111, byl opuštěn po výstavbě jižního transeptu.
Během přestavbě katedrály nebyla zničena Guérechova krypta. Ta se však nenacházela pod zemí a tak musela být zvýšena základna pro postavení chóru. Hlavní loď byla pravděpodobně doplněna bočními loděmi a byla pokryta třemi kupolemi z bloků jako katedrála v Le Puy-en-Velay. Výstavba probíhala nejspíše po roce 1130. Na konci 12. století byl chór upraven při románské přestavbě kostela. V roce 1415 požár zničil hranolovou věž, v 16. a 17. století byly odstraněny náznaky nedokončeného jižního transeptu, v roce 1733 byl románský chór zmenšen a v roce 1876 zcela zbořen. Dodnes se dochovala pouze krypta pod chórem a některé hlavice sloupů uchovávané v muzeu v Dobrée.

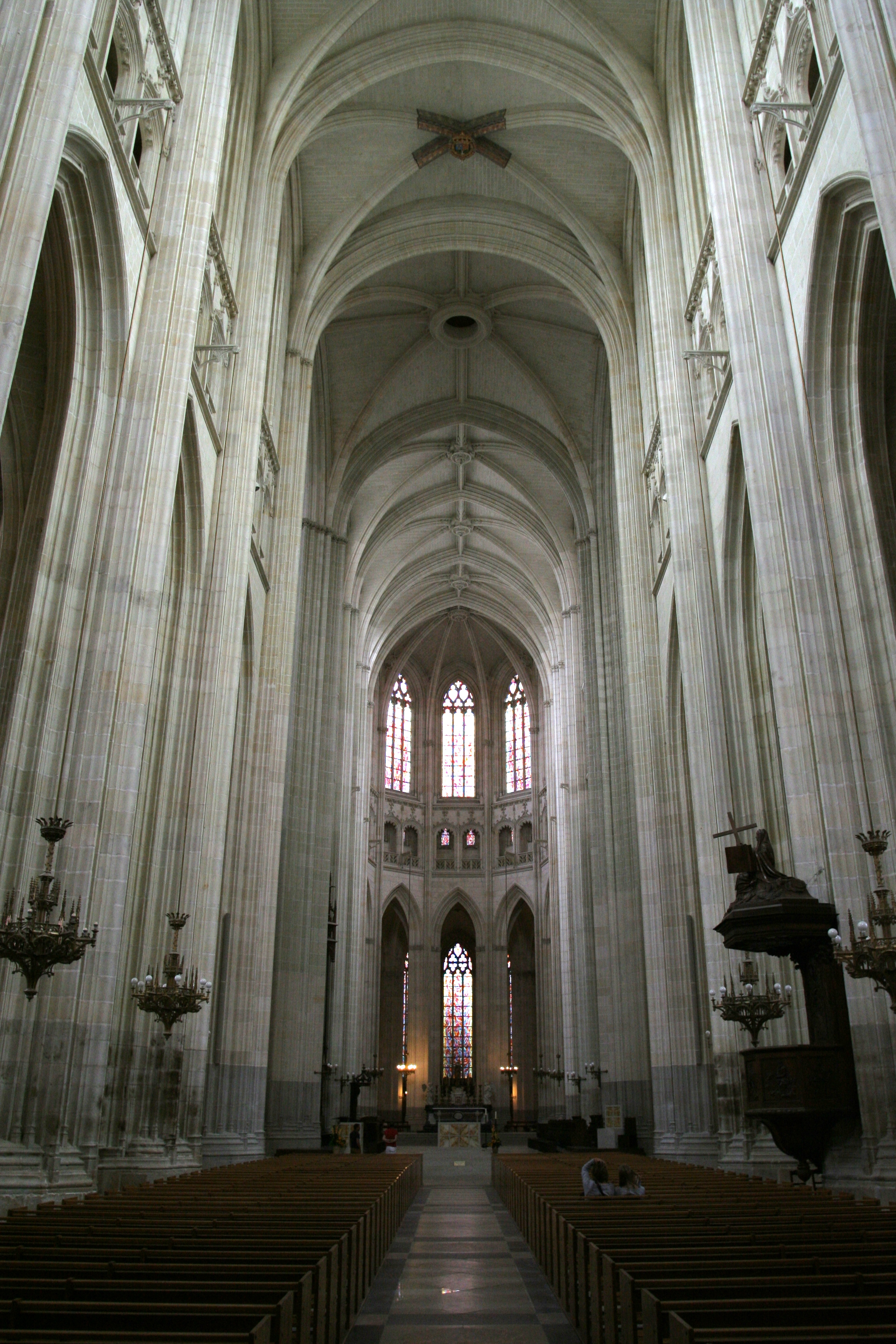
Pohled do hlavní lodi

Výstavbu současné stavby iniciovali bretaňský vévoda Jan V. a biskup Jean de Malestroit, který položil základní kámen dne 14. dubna 1434. Střední portál na západním průčelí byl postaven v roce 1481. Jindřich IV. katedrálu navštívil v roce 1598 při své návštěvě města, kdy zde podepsal Edikt nantský.
Fasáda vznikla na konci 15. století, ale věže pocházejí až z roku 1508, hlavní a boční lodě pocházejí rovněž z počátku 16. století, gotická klenba lodi, jižní transept a pilíře byly dokončeny v 17. století. Projekt ze 17. století, z něhož se dochoval model, předpokládal připojení transeptu a krátkého chórového ochozu, přistavěného k hradební zdi.
Dne 5. září 1661 zatkl z rozhodnutí krále Ludvíka XIV. před katedrálou d'Artagnan ministra Nicolase Fouqueta.
Během Velké francouzské revoluce byla katedrála využívána jako vojenská pozorovatelna při obléhání města v roce 1793. Na jižní věži byla vybudována dřevěná desetimetrová věž, ve které byl umístěn teleskop.
V tomto období byl kostel přeměněn na zbrojnici, později na věznici a od roku 1794 sloužil k oslavě státních svátků.
V roce 1796 se uvažovalo o zboření katedrály kvůli prodloužení dnešní ulice Rue du Roi-Albert. Dne 25. května 1800 výbuch v prachárně ve věži zámku bretaňských vévodů způsobil značné poškození jižního křídla katedrály.
Po revoluci byla pozorovatelna zachována a sloužila astronomickému zkoumání a pro potřeby hydrografické školy, která vyučovala námořní důstojníky novým způsobům navigace. Dřevěná věž postupně zastarávala a když byla katedrála vrácena zpět náboženským účelům, nemohla zde již být prostor pro časté civilní využívání. Pozorovatelna byla proto přesunuta roku 1823 na věž v ulici Rue Molière.

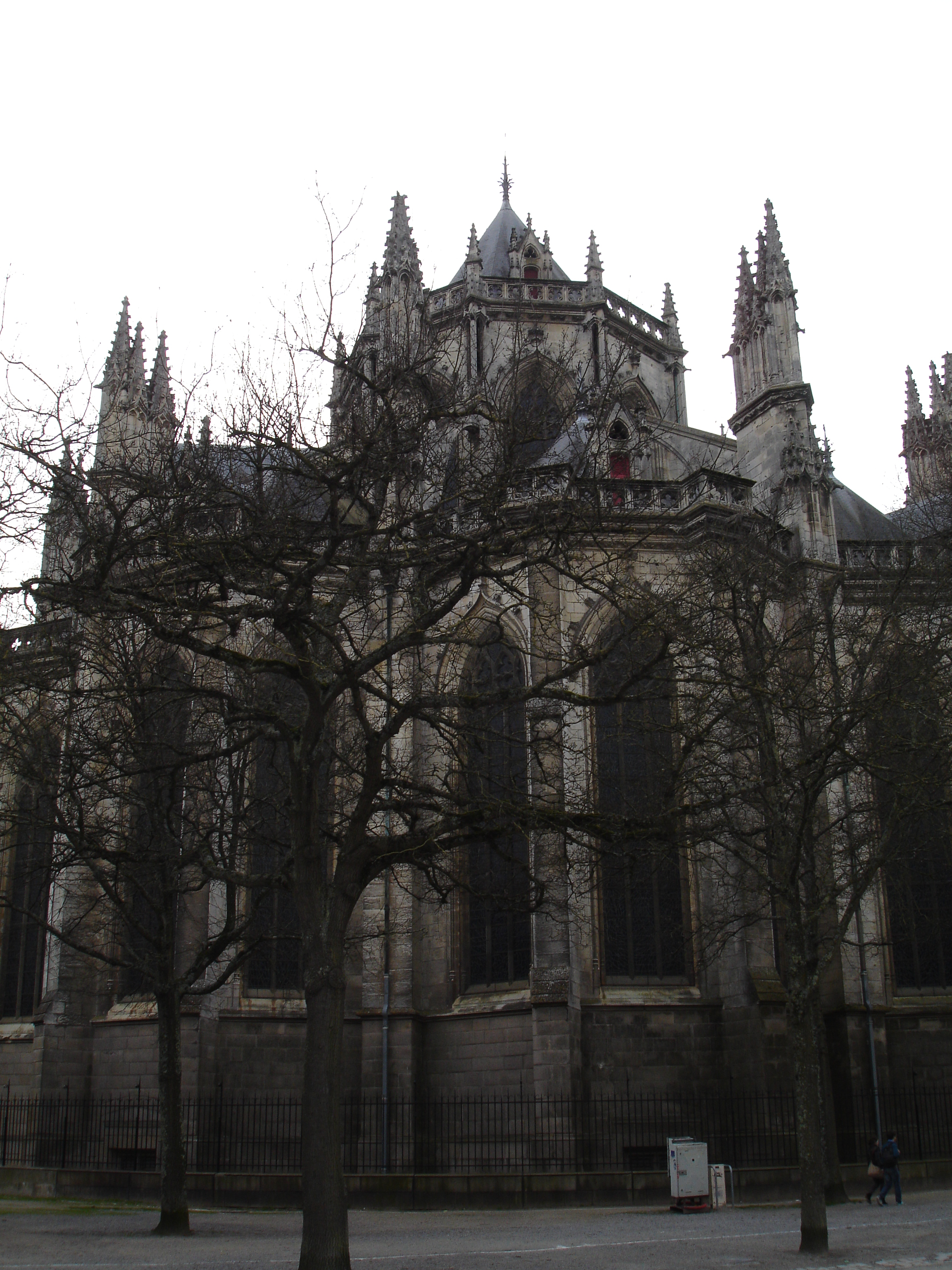
Chórový ochoz

Demolice hradeb na východě města umožnila dokončení katedrály v 19. století: výstavba severního křídla transeptu a chórového ochozu byla zahájena roku 1840, starý románský chór byl zbořen v roce 1876 a stará věž nad křížením transeptu roku 1886. Katedrálu definitivně dokončenou po 457 letech vysvětil 25. prosince 1891 biskup Jules-François Le Coq.
Osvětlení v lodi vytvořil kolem roku 1870 François Evellin a od roku 1994 jsou lustry chráněny jako historická památka.
V noci z 10. na 11. listopadu 1940 (francouzský státní svátek) vyvěsili dva mladí odbojáři Michel Dabat a Christian de Mondragon na vrcholek katedrály francouzskou vlajku. Dabat byl posléze na základě udání zatčen a dne 22. října 1941 zastřelen ve věku 21 let.
Následky bombardování dne 15. června 1944 si vyžádaly rozsáhlé restaurační práce, které byly krátce před svým dokončením narušeny 28. ledna 1972 rozsáhlým požárem střechy, když jeden z dělníků zapomněl na půdě vypnout svářecí přístroj. Hasičům se podařilo dostat požár rychle pod kontrolu, ale konstrukce byla z velké části zničena.
Po tomto incidentu byly restaurační práce obnoveny, čímž se jedná o jednu z nejvíce kompletně restaurovanou katedrálu ve Francii v interiéru i exteriéru. Rekonstrukce výzdoby západní fasády z 15. století byla dokončena v září 2008. Tím obnova nekončí, neboť bude restaurována též východní fasáda, jižní věž a poté portál severního transeptu a nakonec chórový ochoz.
Dne 18. července 2020 katedrálu zachvátil požár, který vážně poškodil velké varhany z roku 1784.

## Architektura
Katedrála má rozměry 63 m šířky, 103 m délky a výšku klenby 37,5 m. Západní průčelí je ohraničeno dvěma mohutnými věžemi zakončené terasami. Kostel má několik zajímavostí jako vnější kazatelnu pro kázání lidem shromážděným na náměstí, nebo pět bohatě zdobených portálů – tři v západní fasádě a dva boční. Portály jsou věnovány od severu k jihu mučedníkům sv. Donátovi z Nantes a sv. Rogatienovi, svatému Petrovi, Poslednímu soudu, sv. Pavlovi a svatému Yvesovi.

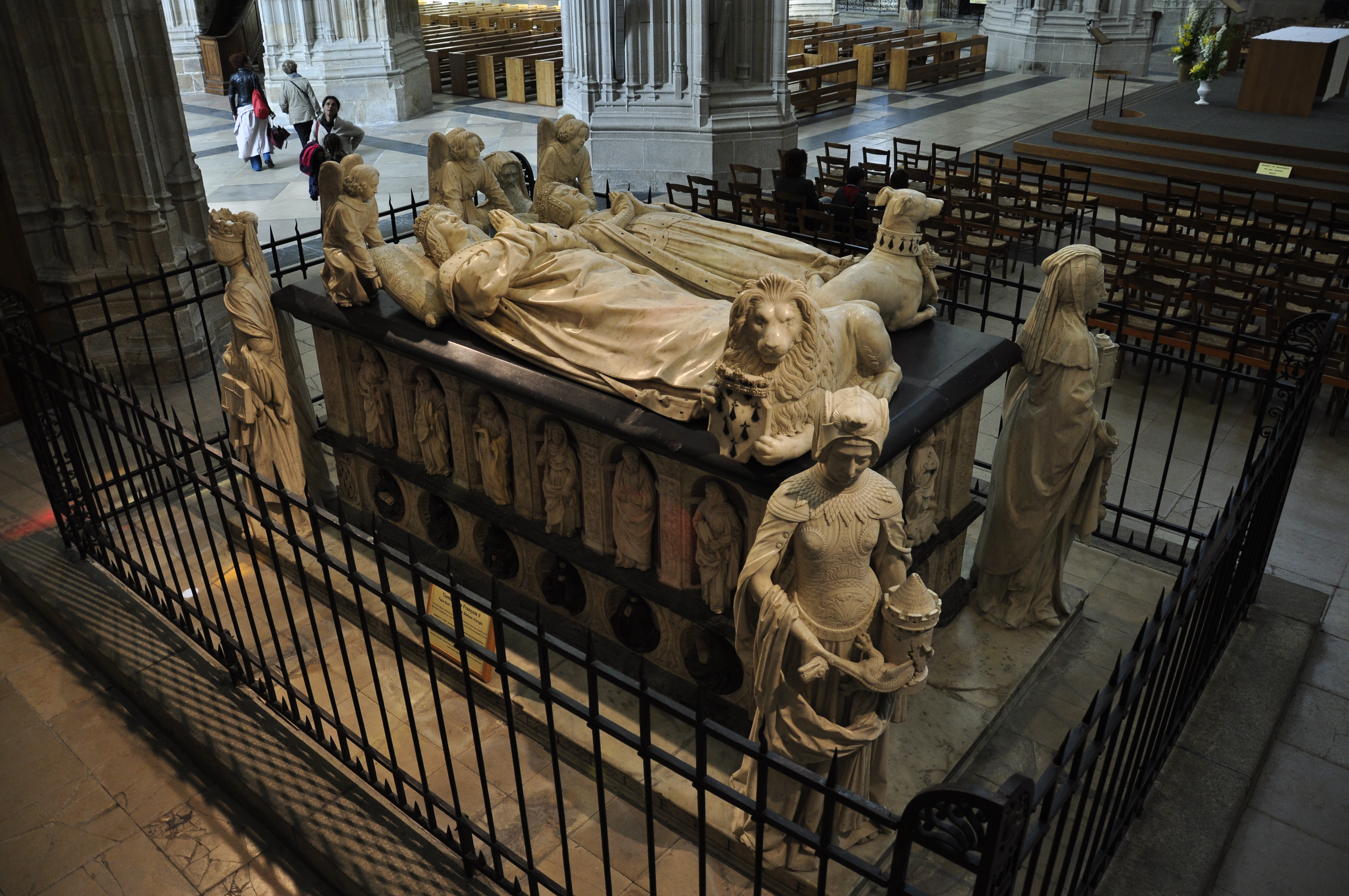
Hrobka Františka II. Bretaňského a jeho manželky Markéty z Foix

Z interiérových prvků jsou vzácné především hrobka vévody Františka II. Bretaňského a jeho manželky Markéty z Foix (rodičů Anny Bretaňské) z let 1502–1507. Hrob je zdobený sochami dvou apoštolů a čtyř žen, které představují Sílu, Moudrost, Umírněnost a Spravedlnost. Do katedrály byl přenesen v roce 1817. Další pamětihodností je kenotaf Christopha Louise Léona Juchaulta de Lamoricière z roku 1878. V letech 1978–1988 byly v oknech instalovány moderní vitráže o ploše 500 m2, které vytvořili Jean Le Moal a Anne Le Chevallier.
Katedrála má dvě krypty. Starší, románská pochází z 11. století z doby výstavby druhé katedrály. Jsou zde vystaveny církevní předměty jako ciboria, kalichy, kadidelnice nebo biskupská berla z roku 1870 vytvořená pro Félixe Fourniera, biskupa v letech 1870–1877. V roce 1982 byla zapsána na seznam kulturních památek. Druhá krypta slouží jako pohřebiště biskupů z Nantes.
Střední část velkých varhan vytvořil Jacques Girardet v roce 1619, ovšem prameny hovoří o varhanách již v 15. století. Boční části vytvořili Adrien Lépine (1768) a François-Henri Clicquot (1784). Během Francouzské revoluce zachránil varhany před prodejem či zničením varhaník Denis Joubert, když je využíval při oslavě státních svátků konaných v katedrále. V roce 1944 byly varhany poškozeny při bombardování. Restaurační práce probíhaly do roku 1971. Při požáru následujícího roku se varhany podařilo před zničením zachránit.
Druhé varhany se nacházejí na kůru a slouží při běžných příležitostech. Vytvořil je v roce 1897 Louis Debierre. Byly rovněž poškozeny při bombardování v roce 1944 a požárem roku 1972, po restaurování jsou v provozu od roku 1985. Varhanní skříň je od roku 1987 zapsaná na seznamu kulturních památek.